# Ontgroening (defensie)
Binnen de meeste krijgsmachten vinden ontgroeningen plaats. De nieuwe militairen worden door de oudere garde ontgroend, wat kan variëren van relatief onschuldige pesterijtjes tot extreme vernedering en fysieke mishandeling. Officieren verbieden het soms, maar vinden meestal dat "ze niet overal kunnen zijn", of dat het "erbij hoort". Zelfs als de ontgroening verboden is, heeft het voor de nieuwelingen geen zin zich te beklagen - dit wordt door de ouderen als zeer schandelijk beschouwd en leidt tot veel meer pesterijen.
Het Russische leger is bekend om de ontgroeningen, de zogeheten dedovsjtsjina. Twee keer per jaar worden dienstplichtigen voor hun tweejarige diensttijd opgeroepen, wat tot de vorming van vier "generaties" leidt. De "opa's", dienstplichtigen die aan hun laatste half jaar bezig zijn, maken de dienst uit. Zij zijn de motor achter de ontgroeningen, die er vrij hard aan toe gaan. "Krokodilletje spelen" (iemand dwingen languit onder zijn bed te hangen zonder de grond te raken), "papegaaitje spelen" (iemand dwingen met handen en voeten als een papegaai op een stok op de voorkant van het bed te balanceren), en iemand voor de opa's drank laten kopen zijn de meest onschuldige pesterijen. Zware mishandeling en iemand dwingen uren in de vrieskou te staan behoren tot de "zwaardere behandelingen". Veel rekruten deserteren, sterven aan de mishandelingen of plegen zelfmoord. De Soldatenmoeders van Rusland zetten zich in voor de bestrijding van deze praktijken. 